# Afrobeats
Afrobeats (også kendt som "Azonto") er en musikgenre som opstod i Vestafrika i starten af 2010'erne, som inkluderer elementer fra pop-rap, moderne R&B og dancehall. Der er også elementer fra populære vestafrikanske stilarter såsom hiplife og coupé-décalé, selvom det ikke rigtig har musikalske rødder i traditionelt afrikansk musik. Genren er især populær i Nigeria og Ghana, men har også spredt sig til Storbritannien blandt andet. D'Banj's single Oliver Twist var den første internationale afrobeats-hit og ledte vejen til større fremvisning af genren.